# Carl Boettinger
Carl Conrad Boettinger (auch Karl Konrad Boettinger, * 1851 in Darmstadt; † 1901 ebenda) war ein deutscher Chemiker.

## Leben
Carl Boettinger studierte Naturwissenschaften an der Eberhard Karls Universität Tübingen und wurde bei Rudolph Fittig in Tübingen im Jahr 1873 mit einer Arbeit Ueber die Zersetzung der Brenztraubensäure promoviert.
Boettinger veröffentlichte später eine Reihe von Schriften zu verschiedenen Themen der organischen Chemie und wirkte zuletzt in seinem eigenen Chemisch-Technischen Laboratorium in Darmstadt.
Am 1. März 1890 wurde Carl Boettinger als Mitglied (Matrikel-Nr. 2866) in die Deutsche Akademie der Naturforscher Leopoldina aufgenommen. Er war habilitiert.
In einem 1876 veröffentlichten Aufsatz machte er die Beobachtung, dass der blaue Farbstoff Ultramarin manchmal an den Rändern weiße Stellen hatte, in denen der Schwefel ausgewaschen war, so dass er folgerte, dass die Farbe auf Schwefelatome zurückzuführen war und der Farbstoff durch Oxidation die blaue Farbe verlor. Seiner Ansicht nach war es eine Verbindung aus einem Aluminium-Soda-Silikat mit Natrium-Pentasulfid.

## Schriften
- Ueber die Zersetzung der Brenztraubensäure. Inaugural-Dissertation zur Erlangung der Doctorwürde in der Naturwissenschaft, Fues, Tuebingen 1873 Digitalisat